# Voyage (album van ABBA)
Voyage is het negende studioalbum van de Zweedse groep ABBA, verschenen op 5 november 2021. Het is het eerste album met nieuw materiaal van de groep in 40 jaar, na The Visitors (1981) en het uiteenvallen van de groep in 1982.
Het album werd op 2 september 2021 aangekondigd in een livestream op YouTube. ABBA had in 2018 al gemeld dat ze twee nummers hadden opgenomen, I Still Have Faith in You en Don't Shut Me Down, die in de livestream werden aangekondigd als de eerste singles van het album.
Just A Notion was tot nu toe bekend als onafgemaakt nummer uit de track 'ABBA Undeleted', verschenen in de box-set Thank You for the Music uit 1994. Het nummer Little Things wordt uitgebracht als kerstsingle.
ABBA heeft bekendgemaakt dat Voyage wel echt hun laatste album is en dat het album in tegenstelling tot The Visitors ook echt als een goed einde voelt.

## Nummers
| Nr. | Titel                     | Duur |
| --- | ------------------------- | ---- |
| 1.  | I Still Have Faith in You | 5:09 |
| 2.  | When You Danced With Me   | 2:50 |
| 3.  | Little Things             | 3:08 |
| 4.  | Don't Shut Me Down        | 3:56 |
| 5.  | Just A Notion             | 3:30 |
| 6.  | I Can Be That Woman       | 4:02 |
| 7.  | Keep An Eye On Dan        | 4:05 |
| 8.  | Bumblebee                 | 3:58 |
| 9.  | No Doubt About It         | 2:57 |
| 10. | Ode to Freedom            | 3:32 |